# 吉川潔
吉川 潔（きっかわ きよし、1900年〈明治33年〉11月3日 - 1943年〈昭和18年〉11月25日）は、日本海軍の軍人。戦死後、二階級特進して海軍少将。広島県広島市段原町出身。海兵50期。

## 来歴

### 海軍士官として
父は漢学者。七男四女のうち、四男。旧制広陵中学（現・広陵高等学校）を卒業後、海軍兵学校を受験するが身長と胸囲不足で不合格。口惜しさから器械体操と陸軍被服廠での積荷作業で体を鍛え上げた。翌1919年（大正8年）兵学校（海兵50期）に合格。兵学校時代は成績も下の方で「寡黙の吉川」といわれるほど目立たなかった。「量も大切だが最後を決するのは質と精神だ」を口癖としていたという。
1922年（大正11年）6月1日、海軍兵学校を卒業し、同日附で少尉候補生。出雲型装甲巡洋艦1番艦「出雲」乗組。
1923年（大正12年）9月20日附で海軍少尉任官、同日附で研究のため長門型戦艦1番艦「長門」乗組みを命じられる。12月7日、海軍砲術学校普通科入学。
翌年1924年（大正13年）4月、海軍砲術学校普通科を卒業すると同時に、海軍水雷学校入学。7月4日、海軍水雷学校普通科学生教程を卒業。同日附で通報艦「満州」に配属される。
12月1日、吉川は「満州」から峯風型駆逐艦8番艦「汐風」へ転任。
1925年（大正14年）12月1日附で海軍中尉任官。同日附で第3号掃海艇乗組を命じられる。
1927年（昭和2年）12月1日附で海軍大尉に昇進。同日附で第十一号駆逐艦砲術長となる。この後、吉川は終生駆逐艦と共に過ごす。翌年1928年（昭和3年）8月1日附で、日本海軍は第十一号駆逐艦を神風型駆逐艦6番艦「追風」と改名した。
1929年（昭和4年）2月1日附で、桃型駆逐艦「樫」配属。同年11月より、吉川は海軍水雷学校高等科に進んだ。
1930年（昭和5年）12月1日附で、吉川は江風型駆逐艦1番艦「江風」水雷長に補職。
1931年（昭和6年）11月1日、江風水雷長から睦月型駆逐艦8番艦「長月」水雷長へ転任。
1934年（昭和9年）11月15日、吉川（長月水雷長）は樅型駆逐艦「菫」駆逐艦長に補職。
1935年（昭和10年）11月15日、吉川は海軍少佐に進級。同日附で高雄型重巡洋艦3番艦「鳥海」水雷長を命じられる。
1936年（昭和11年）12月1日、鳥海水雷長から神風型駆逐艦3番艦「春風」駆逐艦長へ転任。後任の鳥海水雷長は広瀬弘少佐となる（後日、広瀬は駆逐艦大潮沈没時艦長、島風型島風初代艦長等を歴任）。
1937年（昭和12年）11月15日、当時の弥生駆逐艦長折田常雄少佐が吹雪型駆逐艦12番艦「敷波」駆逐艦長へ転任（後日、折田は陽炎型駆逐艦13番艦「浜風」初代艦長。秋月型駆逐艦2番艦「照月」初代駆逐艦長。照月艦長として第三次ソロモン海戦に参加）。折田の後任として、吉川は睦月型駆逐艦3番艦「弥生」駆逐艦長に任命される。
吉川は翌年1938年（昭和13年）9月15日まで弥生艦長を務め、同日附で第24駆逐隊附となった。10月5日、白露型駆逐艦8番艦「山風」駆逐艦長に補職。
1939年（昭和14年）10月15日附で、当時の江風駆逐艦長横井稔中佐が朝潮型駆逐艦1番艦朝潮駆逐艦長に転じる。この人事異動により、吉川（山風艦長）は白露型2隻（山風、江風）艦長兼務を命じられる。
11月15日、峯風型駆逐艦7番艦羽風駆逐艦長豊島俊一少佐が「山風」駆逐艦長に任命され、吉川は江風駆逐艦長に専念することになった。
1940年（昭和15年）11月15日附で、海軍中佐に進級。同日附で朝潮型2番艦「大潮」駆逐艦長を命じられる。吉川の大潮着任により、「大潮」と姉妹艦「夏雲」駆逐艦長を兼務していた塚本守太郎中佐は兼務を解かれた（吉川と塚本は海軍兵学校同期）。吉川は40歳で太平洋戦争に臨む。前述のように、多数の駆逐艦長を歴任。豪胆さ、偉ぶらない人柄、部下達に対する思いやりで信望を集めた。

### 太平洋戦争
1942年（昭和17年）2月19日、バリ島沖海戦で吉川は最初の戦功を挙げた。ロンボック海峡を哨戒中に巡洋艦2、駆逐艦3からなるABDA艦隊（連合軍）と交戦し、第8駆逐隊司令駆逐艦（駆逐隊司令阿部俊雄大佐）の「大潮」は、僚艦3隻（朝潮、満潮、荒潮）と共同でオランダ駆逐艦「ビートハイン」を撃沈した他、巡洋艦3隻中破、駆逐艦3隻小破の戦果を挙げた。宇垣纏連合艦隊参謀長は『バンダ海峡における第八驅逐隊の海戦振りは誠に見事なり。蘭巡洋艦二、蘭米驅逐艦三撃沈其の他二に大損害を與へたり。之をバンダ海峡夜戦と銘打つて世に問ふべきなり。一驅逐隊を以て誠に立派なる夜戦なり。司令は阿部弘毅少将の弟なりと云ふ』と第8駆逐隊を賞賛した。捕虜収容所でオランダ水兵の捕虜処刑話が出たときは、大潮乗組員をひきいて慰問に訪れたという話が伝えられる。
後日、山本五十六連合艦隊司令長官はバリ島沖海戦における第8駆逐隊の活躍に感状を与えた。
同年5月27日、吉川は白露型駆逐艦4番艦「夕立」駆逐艦長に着任した。当時の「夕立」は第四水雷戦隊（司令官西村祥治少将：旗艦「由良」）の麾下で第2駆逐隊（駆逐隊司令橘正雄大佐。第1小隊《村雨、五月雨》、第2小隊《夕立、春雨》）を編制していた。
ミッドウェー海戦後の6月20日、西村少将は第四水雷戦隊司令官の職務を解かれる（6月25日附で第七戦隊司令官）。後任の第四水雷戦隊司令官には金剛型戦艦3番艦榛名艦長の高間完少将が任命された。
ガダルカナル島の戦いがはじまると、「夕立」は第2駆逐隊僚艦に先駆けて駆逐艦輸送作戦（鼠輸送）に参加した。
同年9月4日、ガダルカナル島に味方陸兵の揚陸任務を遂行した後、夜明けまで行動時間があると判断した吉川は、夕立以下駆逐艦3隻（夕立、初雪、叢雲）を率いてルンガ泊地に進入、飛行場砲撃を敢行した。さらに潜水艦による奇襲砲撃と勘違いして迎撃にきた駆逐艦改造のマンリー級高速輸送艦「グレゴリー」と「リトル」と交戦した（夕立側は敷設巡洋艦、駆逐艦と判断）。グレゴリーとリトルは多勢に無勢もあり、戦闘開始から20分後の大火災が発生し、グレゴリーが01時23分、リトルがその2時間後には沈没した。 リトルの生存者の証言によれば、火災に負けて海に飛び込んだ人間は吉川艦隊の一隻の日本艦から執拗に探照灯で照射後に銃撃され、あたりは「nightmare picture（＝悪夢の絵・地獄絵図）」とかした。 米軍の記録によれば吉川艦隊は2時過ぎに高速で北西方向へ逃走した。この銃撃事件で生き残った米艦の生存者は十数名で、米太平洋艦隊司令長官がコメントを出す事態にまで発展した。木俣滋郎の著作では、2隻は大破しながら離脱中に沈没（リトル戦死者22名・負傷44名、グレゴリー戦死者11名・負傷26名）。銃撃については言及していない。
「夕立」の報告を受けた宇垣纏連合艦隊参謀長は陣中日記戦藻録で『昨夜驅逐艦夕立及二艦陸兵輸送に成功の歸途飛行場を砲撃（相當時間燃焼）中敵二艦を発見四十餘分に亘り砲撃戦の應砲少く之を撃沈せり。一艦は英敷設艦アベンチャ型にして後部上甲板に大爆發を誘起せり。夕立驅逐艦長は中佐にして彼の蘭印攻撃に於ける八驅逐隊大潮艦長として偉勲を奏せる士なるが今回又見事なる成果を収む。曩の二十四驅逐隊司令に比し霄壌の差あり。矢張り攻撃精神旺盛なるものよく勝を収む』と、吉川艦長を絶賛している。
10月15日、重巡2隻（鳥海、衣笠）によるヘンダーソン基地艦砲射撃が実施されるのを横目に、第四水雷戦隊（秋月型駆逐艦1番艦「秋月」《四水戦司令官高間少将旗艦》、第2駆逐隊《村雨、五月雨、夕立、春雨》、第27駆逐隊《時雨、白露、有明》）は輸送船6隻を護衛してガダルカナル島揚陸作戦を実施した。だが飛行場を完全に破壊することができず、日の出以降の空襲により輸送船3隻を喪失し、揚陸した物資も炎上させられた。吉川艦長が指揮する第2駆逐隊第2小隊（夕立、春雨）は米軍機の離着陸のタイミングを見計らって飛行場砲撃と沖合退避を効果的に繰り返しており、目撃していた石塚(当時村雨水雷長)は「吉川艦長の戦機をつかむことのうまさは特別だった。1小隊（村雨、五月雨）も真似てみたが、うまくいかなかった」と脱帽している。
吉川の決断力は救援活動でも発揮された。10月25日、南太平洋海戦の前哨戦として第四水雷戦隊（秋月《高間少将旗艦》、軽巡「由良」、第2駆逐隊《村雨、五月雨、夕立、春雨》）はガダルカナル島ルンガ泊地突入を目指したが、米軍機の波状攻撃をうけ「秋月」が中破、「由良」は炎上して航行不能となった。誘爆の危険性があって他艦が「由良」に近づけず艦載艇を派遣する中、「夕立」は唯一「由良」に接舷し、多数の由良乗組員を救助した。乗組員を救助後、第2小隊（夕立、春雨）は「由良」を砲雷撃で処分した。
11月中旬、吉川率いる「夕立」は、第三次ソロモン海戦で活躍した。11月12日夜半、第四水雷戦隊のうち第2駆逐隊第2小隊（夕立、春雨）は、ガダルカナル島飛行場砲撃を企図して出撃した挺身攻撃隊主力部隊（指揮官阿部弘毅第十一戦隊司令官《戦艦比叡、霧島》、第十戦隊《長良、天津風、雪風、暁、雷、電、照月》）の右前方に位置していた。ルンガ岬沖に待ち伏せしていたダニエル・J・キャラハン少将とノーマン・スコット少将の米艦隊（重巡2、軽巡3、駆逐艦8）を距離6000ｍに発見すると第2小隊（夕立、春雨）はそのまま突撃し、米艦隊の対応の不味さも手伝ってこれを大混乱に陥れた。吉川は正念場にくると「宜候(今の針路を直進せよ）」を主義としており、夕立艦橋において敵艦との距離を測りながらも沈黙したままだったという。このあと「春雨」は米艦隊から離れるような行動をとったが、「夕立」は反転して混乱した米艦隊に再突入し、砲戦・魚雷戦により相当数の命中弾を与えた。米艦隊の隊列の中に紛れ込んでからの吉川の号令は「砲撃はじめ、ドンドン撃て」だった。ただし、闇夜かつ乱戦であったこともあり、正確な戦果は判然としない。結局、「夕立」は乱戦中に敵味方からの多数の弾丸を受け航行不能となる。吉川も弾片で負傷した。「夕立」は敵味方識別灯を点灯したものの被弾により吹き飛ばされ、この『敵艦』に対し夕立砲術長が射撃を命じ、吉川艦長が是認する場面もあった。のちに石塚(村雨水雷長)は『夕立の行動は常識外（非論理的）だったために戦果をあげ、常識的に行動した春雨は先頭艦（夕立）と戦果を失った。真似できるものではなく、下手に真似れば大失敗となる』と回想している。
戦闘が一段落したあと、第四水雷戦隊旗艦「朝雲」（司令官高間完少将）は大破した「夕立」に接近し、艦を放棄して乗組員はカッターボートでガダルカナル島へ上陸するよう指示した。「朝雲」が去ったあとも吉川は「夕立」を救おうと応急修理を実施、さらに艦内の帆布やハンモックを艦上部に張り廻らして帆走によりガダルカナル島へ漂着しようとした。だが復旧の見込みはなく日の出後の空襲も予想されるため、吉川艦長以下夕立乗組員（生存者207名、戦死39名）は救援にきた姉妹艦「五月雨」に移乗した。放棄された「夕立」は「五月雨」によって雷撃処分されたとされるが、実際には沈んでおらず、最終的に米重巡洋艦「ポートランド」に撃沈された。第四水雷戦隊は戦闘詳報で「夕立」の行動を以下のように評価している。
『夕立は緒戦に於て大胆沈着、よく大敵の側背に肉薄急襲し、夜戦部隊の真面目を発揮して大なる戦果を収むると共に、全軍の戦局に至大の影響を与へて、まず敵を大混乱に陥れ、且つ爾後最も勇敢に戦機を看破して、混乱に陥れる敵中を縦横無尽に奮戦せるは、当夜の大勝の端緒を作為せるものと云ふべく、駆逐艦長以下乗員は数次の戦闘に練磨せる精神力、術力を遺憾なく発揮せり。その功績は抜群なるものと認む』（原文は片仮名）

### 戦死
同月末、吉川は横須賀に帰還。12月1日附で制式に夕立駆逐艦長の職務を解かれた。
負傷もあり兵学校教官の内命を受けたがこれを辞退し、前線勤務を強く希望した。その望みは叶えられ12月20日、平山敏夫少佐の後任として竣工間近だった夕雲型駆逐艦7番艦「大波」の艤装員長に補され、29日には大波駆逐艦長となる。
1943年（昭和18年）1月20日附で「大波」は第二水雷戦隊・第31駆逐隊に編入。2月12日附で、第31駆逐隊司令として香川清登大佐が着任。第31駆逐隊（大波、清波、長波、巻波）は再びソロモン海域に出撃して輸送と護衛にあたった。
同年11月24日、第三水雷戦隊司令官伊集院松治少将の指揮下、第31駆逐隊司令香川清登大佐ひきいる日本軍駆逐艦部隊5隻は、輸送隊（指揮官山代勝守大佐：天霧、夕霧、卯月）、警戒隊（指揮官香川大佐：大波《司令駆逐艦》、巻波）という編制でブカ島への輸送作戦を実施する。これを迎撃すべく米艦隊が出現。ニューアイルランド島南端でのセントジョージ岬沖海戦にて、アーレイ・バーク大佐指揮の米駆逐艦隊の先制攻撃を受け、駆逐艦3隻（大波、巻波、夕霧）は一方的に撃沈された。「大波」の生存者は一人も無かった。吉川の戦死は、日米の技術格差を象徴するものとなった。
吉川は戦死後、駆逐艦長としては異例の二階級進級の栄誉を受け海軍少将に列せられた。